# 1991 (album Izraela)
1991 – czwarty album zespołu Izrael nagrany w studiu Ariwa w Londynie w kwietniu i maju 1990. Wydany pierwotnie w 1991 r. przez wytwórnię DNA w latach 1996 i 2001 był kolejno wznawiany przez Złotą skałę(Gold Rock) i W Moich Oczach. W 2008 wydawnictwo W Moich Oczach wydało album na płycie winylowej w limitowanym nakładzie (800 płyt z czarną okładką i 200 z pomarańczową). Z uwagi na ograniczenia nośnika płyta nie zawiera utworów „Epirus 2” oraz „So far away”.

## Lista utworów

### Lista utworów na wydaniu CD
Źródło:.
| Nr  | Tytuł utworu              | Długość |
| --- | ------------------------- | ------- |
| 1.  | „Ride on!”                |         |
| 2.  | „Live to love”            |         |
| 3.  | „Hard to say”             |         |
| 4.  | „Leave me alone”          |         |
| 5.  | „See I&I”                 |         |
| 6.  | „Epirus 2”                |         |
| 7.  | „Progress”                |         |
| 8.  | „Brothers”                |         |
| 9.  | „I don't wanna get stuck” |         |
| 10. | „I know that”             |         |
| 11. | „Epirus 1”                |         |
| 12. | „S.F.A. (So far away)”    |         |

Muzyka i słowa – Izrael/Robert Brylewski i Dariusz Malejonek.

### Lista utworów na reedycji winylowej z 2008 roku
| Strona A | Strona A         | Strona A |
| Nr       | Tytuł utworu     | Długość  |
| -------- | ---------------- | -------- |
| 1.       | „Ride on!”       |          |
| 2.       | „Live to love”   |          |
| 3.       | „Hard to say”    |          |
| 4.       | „Leave me alone” |          |
| 5.       | „See I&I”        |          |

| Strona B | Strona B                  | Strona B |
| Nr       | Tytuł utworu              | Długość  |
| -------- | ------------------------- | -------- |
| 1.       | „Progress”                |          |
| 2.       | „Brothers”                |          |
| 3.       | „I don't wanna get stuck” |          |
| 4.       | „I know that”             |          |
| 5.       | „Epirus 1”                |          |

Muzyka i słowa – Izrael/Robert Brylewski i Dariusz Malejonek.

## Twórcy
Źródło:.
- Robert Brylewski – wokal, gitara, syntezator
- Dariusz „Maleo” Malejonek – wokal, gitara
- Sławomir „DżuDżu” Wróblewski – gitara basowa
- Piotr „Stopa” Żyżelewicz – perkusja
- Włodzimierz „Kinior” Kiniorski – saksofon
- Marcin Miller – produkcja[5]
- Derek Fevrier – miksowanie[5]